# Nyctia lugubris
Nyctia lugubris is een vliegensoort uit de familie van de dambordvliegen (Sarcophagidae). De wetenschappelijke naam van de soort is voor het eerst geldig gepubliceerd in 1843 door Justin Pierre Marie Macquart.